# Vinny Del Negro
Vinny Del Negro, Vincent « Vinny » Joseph Del Negro, né le 9 août 1966 à Springfield dans le Massachusetts, est un entraîneur et ancien joueur de basket-ball. Il possède la double nationalité américaine et italienne.

## Biographie
Après une carrière universitaire avec le Wolfpack de North Carolina State, dont l'année senior est ponctuée de 15,9 points, 3,6 passes décisives et 4,9 rebonds, il est sélectionné par les Kings de Sacramento lors du deuxième tour de la draft 1988. Il dispute deux saisons avec cette franchise avant de franchir l'Atlantique pour rejoindre l'Italie. Il évolue au sein du club du Benetton Trévise pendant deux saisons, remportant le titre de champion lors de la deuxième.
Il revient en NBA, signant avec la franchise des Spurs de San Antonio. Il y évolue jusqu'à la fin de la saison 1998.
Après avoir évolué pendant quatre rencontres pour Teamsystem Bologne lors du lock-out de l'année 1999, il signe avec Bucks de Milwaukee. Il fait ensuite partie d'un échange entre les Bucks, les Warriors de Golden State et les Cavaliers de Cleveland qui le conduit chez les Warriors. En décembre 2001, il fait de nouveau partie d'un échange qui l'envoie aux Suns de Phoenix. Il sera de nouveau l'objet d'un échange qui le prédestine à rejoindre la franchise des Clippers de Los Angeles, club où il ne jouera toutefois aucun match.
Après sa carrière de joueur, il évolue dans un premier temps en tant que commentateur pour les Suns de Phoenix avant de rejoindre l'équipe dirigeante de ce club pour y prendre un poste d'assistant general manager.
Le 11 juin 2008, il est nommé entraineur de l'équipe des Bulls de Chicago.
Le 4 mai 2010, il est renvoyé à la suite de dissensions avec la direction du club. En juillet 2010, Vinny Del Negro signe avec les Los Angeles Clippers.
Lors de la saison régulière 2012-2013, les Clippers remportent 56 victoires (un record dans l'histoire du club) et le titre de la division Pacifique. En play-offs, la franchise californienne est éliminée dès le premier tour par les Memphis Grizzies (4-2), après avoir pourtant remporté les deux premières rencontres de leur série. Le 21 mai 2013 les Clippers annoncent que le contrat de Vinny Del Negro, qui expire le 30 juin, n'est pas renouvelé. Le bilan de Del Negro avec les Clippers est de 128 victoires pour 102 défaites.

## Clubs successifs

### Joueur
- 1984-1988 :  Wolfpack de North Carolina State (NCAA)
- 1988-1990 :  Kings de Sacramento (NBA)
- 1990-1992 :  Benetton Trévise (Serie A)
- 1993-1998 :  Spurs de San Antonio (NBA)
- 1999 :  Teamsystem Bologne (Serie A)
- 1999-2000 :  Bucks de Milwaukee (NBA)
- 2001 :  Warriors de Golden State (NBA)
- 2001-2002 :  Suns de Phoenix (NBA)

### Entraîneur
- 2008-2010 :  Bulls de Chicago (NBA)
- 2010-2013 :  Clippers de Los Angeles (NBA)

## Palmarès

### En club
- Champion d'Italie 1992

### Distinctions personnelles
- Sélectionné par les Sacramento Kings au 2e tour de la Draft 1988 de la NBA